# Mónica Ojeda
Mónica Ojeda Franco (sinh tại Guayaquil, 1988) là một nhà văn người Ecuador. Cô có bằng cử nhân tại Đại học Católica de Santiago de Guayaquil, sau đó là bằng thạc sĩ từ Đại học Pompeu Fabra de Barcelona. Cô hiện đang làm tiến sĩ ở Madrid. Ojeda đã xuất bản trong một số thể loại, bao gồm thơ, tiểu thuyết và truyện ngắn. Năm 2017, cô được mệnh danh là một trong những thành viên của Bogota39, một tuyển tập các nhà văn trẻ giỏi nhất ở Mỹ Latinh.

## Công trình
- La desfiguración Silva (tiểu thuyết, 2015)
- Nefando (tiểu thuyết, 2016)
- Mandíbula (tiểu thuyết, 2018)
- El ciclo de las piedras (thơ, 2015)
- Caninos (truyện ngắn, 2017)